# Augusta af Storbritannien
Augusta af Storbritannien (født 31. juli 1737, død 23. marts 1813) var en britisk prinsesse, der var hertuginde af Braunschweig-Wolfenbüttel fra 1780 til 1806.
Augusta var datter af fyrst Frederik Ludvig af Wales i hans ægteskab med Prinsesse Augusta af Sachsen-Gotha. Hun blev gift med Hertug Karl Vilhelm Ferdinand af Braunschweig-Wolfenbüttel i 1764.

## Biografi
Prinsesse Augusta af Wales blev født den 31. juli 1737 i Saint James's Palace i London som det første barn af det britiske tronfølgerpar fyrst Frederik Ludvig af Wales og Augusta af Sachsen-Gotha. Hun var dermed barnebarn af den regerende britiske konge Georg 2.
Augusta blev gift med Hertug Karl Vilhelm Ferdinand af Braunschweig-Wolfenbüttel i 1764. De fik syv børn, heriblandt den senere dronning Caroline af Storbritannien.